# Athyrma heterographa
Athyrma heterographa är en fjärilsart som beskrevs av George Francis Hampson 1912. Athyrma heterographa ingår i släktet Athyrma och familjen nattflyn. Inga underarter finns listade i Catalogue of Life.